# GoodReader
GoodReader – aplikacja na system iOS przeznaczona głównie do edytowania dokumentów w formacie PDF. Została pierwotnie opracowana w Moskwie przez firmę Good.iWare Ltd., założoną przez Yuri Selukoffa, rosyjskiego programistę, który następnie przeniósł się do Stanów Zjednoczonych i założył Good.iWare, Inc. w San Francisco, Kalifornia.

## Funkcje
GoodReader obsługuje otwieranie i przeglądanie wielu typów plików, w tym większości formatów dokumentów i wideo, a także plików HTML, audiobooków i obrazów. Pliki PDF można anotować i edytować. Aplikacja wspiera synchronizację z różnymi usługami cloud storage, takimi, jak Box, Dropbox, Google Drive oraz iCloud Drive. GoodReader umożliwia także odczytywanie dokumentów PDF na głos przy użyciu funkcji text-to-speech.

## Historia
GoodReader został wydany po raz pierwszy przez Good.iWare w 2009 roku.
W 2014 roku wydano GoodReader 4 jako znaczną aktualizację. W przeciwieństwie do poprzednich aktualizacji, GoodReader 4 został wydany jako nowa aplikacja, co oznacza, że użytkownicy musieli ponownie zakupić aplikację w App Store, jeśli posiadali poprzednią wersję. Aktualizacja dodała funkcje umożliwiające modyfikowanie plików PDF, zarządzanie stronami dokumentów oraz podgląd stron. GoodReader 4 umożliwia przenoszenie danych z wcześniej zainstalowanych wersji aplikacji.
28 stycznia 2019 roku wydano GoodReader 5 jako dużą aktualizację. Ta wersja zawierała przeprojektowany interfejs, wsparcie dla Apple Pencil 2, szyfrowanie AES-256 oraz inne funkcje zabezpieczeń. Najnowsza wersja umożliwia również użytkownikom iPad przeglądanie dokumentów obok siebie w trybie podzielonego ekranu. 